# Pierre Lacau
Pierre Lacau (Brie-Comte-Robert, 25 de novembro de 1873 – Paris, 26 de março de 1963) foi um egiptólogo e filólogo francês.

## Publicações
- General Catalogue of Egyptian Antiquities Museum in Cairo. Sarcophagi before the New Kingdom. Published by the French Institute of Oriental Archaeology, 1904.
- Pierre Lacau / Jean-Philippe Lauer, excavations at Saqqara. The step pyramid. Volume V. Inscriptions in ink on Vases.  Published by the French Institute of Oriental Archaeology, 1965.
- Pierre Lacau 1933. Une stèle juridique de Karnak. SASAE 13. Cairo.[1]
- Pierre Lacau / Henri Chevrier 1956. Une Chapelle de Sésostris Ier à Karnak. I.Cairo.[1]